# Ageniaspis
Ageniaspis is een geslacht van vliesvleugeligen uit de familie Encyrtidae. De wetenschappelijke naam van dit geslacht is voor het eerst geldig gepubliceerd in 1857 door Dahlbom.

## Soorten
Het geslacht Ageniaspis omvat de volgende soorten:
- Ageniaspis atricollis (Dalman, 1820)
- Ageniaspis avetianae Trjapitzin & Herthevtzian, 1971
- Ageniaspis bicoloripes (Girault, 1915)
- Ageniaspis citricola Logvinovskaya, 1983
- Ageniaspis fulvicornis Kazmi & Hayat, 1998
- Ageniaspis fuscicollis (Dalman, 1820)
- Ageniaspis kopetdagensis (Myartseva, 1988)
- Ageniaspis longicornis Trjapitzin, 1968
- Ageniaspis mayri (Masi, 1908)
- Ageniaspis nigra (Girault, 1915)
- Ageniaspis nigricollis Khlopunov, 1979
- Ageniaspis primus Prinsloo, 1979
- Ageniaspis reticulatus De Santis, 1964
- Ageniaspis scutellatus (Miller, 1961)
- Ageniaspis striatithorax (Girault, 1932)
- Ageniaspis testaceipes (Ratzeburg, 1848)